# José Espinal
José Espinal (Santo Domingo, 14 november 1982) is een Dominicaanse aanvaller die anno 2010 uitkomt voor KAS Eupen. 

## Statistieken
| seizoen | club                | land   | competitie         | wed. | goals |
| ------- | ------------------- | ------ | ------------------ | ---- | ----- |
| 1999/01 | Atalanta Bergamo    | Italië | Serie B            | 3    | 0     |
| 2001/02 | FC AlzanoCene 1909  | Italië | Serie D            | 14   | 1     |
| 2002/03 | UC AlbinoLeffe      | Italië | Serie B            | 5    | 1     |
| 2003/04 | Nuova Albano        | Italië | Serie D            | 11   | 1     |
| 2004    | Saronno Calcio      | Italië | Serie D            | 10   | 1     |
| 2004/05 | SSD Sapri Calcio    | Italië | Serie D            | 3    | 0     |
| 2005/06 | US Sanremese Calcio | Italië | Serie D            | 27   | 0     |
| 2006/08 | Novara Calcio       | Italië | Serie C            | 48   | 4     |
| 2008/09 | → Gela Calcio       | Italië | Serie C2/C         | 18   | 2     |
| 2009    | → Rovigo Calcio     | Italië | Serie C2/B         | 11   | 4     |
| 2009/10 | AC Cesena           | Italië | Serie B            | 1    | 0     |
| 2010    | → AC Giacomense     | Italië | Serie C2/B         | 1    | 0     |
| 2010/11 | KAS Eupen           | België | Jupiler Pro League | 14   | 1     |
| 2010/11 | KAS Eupen           | België | Play-Off III       | 9    | 0     |
| 2011/12 | KAS Eupen           | België | Tweede Klasse      | 27   | 4     |
|         |                     |        | Totaal             | 202  | 19    |